# Kenneth D. Rose
Kenneth D. Rose es un paleontólogo estadounidense cuya especialidad son los mamíferos prehistóricos. Actualmente ejerce de profesor en The Johns Hopkins University School of Medicine, y es investigador en el Museo Nacional de Historia Natural de la Institución Smithsoniana.
En 1972 se graduó en la Universidad de Yale magna cum laude en geología y geofísica, y estudió paleontología de los vertebrados en la Universidad de Harvard. En 1979 obtuvo el título de doctor en geología en la Universidad de Míchigan.